# Parafia św. Kamila w Zabrzu
Parafia Świętego Kamila – polska rzymskokatolicka parafia, znajdująca się przy ulicy Dubiela 10 w Zabrzu, należąca do dekanatu zabrzańskiego w diecezji gliwickiej, metropolii katowickiej.

## Historia parafii
Parafia powstała w 1928 roku. Została wydzielona z parafii św. Andrzeja Apostoła w Zabrzu. 7 października 1928 roku kościół parafialny został konsekrowany przez kardynała Adolfa Bertrama. W 1932 roku świątynia została podniesiona do rangi kuracji, a następnie do rangi parafii. W 1998 roku dekretem biskupa gliwickiego została wydzielona część terenu parafii i włączona do parafii św. Wojciecha. W 2007 roku sprowadzono z Rzymu do parafii relikwie św. Kamila.

## Liczebność i zasięg parafii
Parafię zamieszkuje 12000 osób, w tym 10000 wiernych i swym zasięgiem obejmuje ulice:
- św.Barbary,
- Cieszyńską,
- Curie-Skłodowskiej od 1 do 31 i od 2 do 22c,
- Dąbrowskiego,
- Dubiela,
- Dworcową od 3 do 9 i od 4 do 8a,
- Dworską,
- Gdańską numery parzyste i od 1 do 15,
- Goethego,
- Góra Św. Anny,
- Jagiellońską,
- Kochanowskiego,
- Kołłątaja,
- Kowalczyka,
- Kowalską,
- Koźlika,
- Londzina,
- Męczenników Majdanka,
- Karola Miarki,
- Mikulczycką od 2 do 34 i od 19 do 79,
- Niedziałkowskiego,
- Nocznickiego,
- Park Hutniczy,
- Piastowską,
- Plac Dworcowy od 5 do 10,
- Plac Traugutta 1,
- Plac Wolności 2, 4, 8,
- Powstańców Śląskich,
- Skoczylasa,
- Słodczyka,
- Spokojną,
- Staromiejską 2 i 4,
- Staszica,
- Szpitalną,
- Księdza Wajdy,
- Woźnicy,
- Wyzwolenia,
- Wolności od 237 do 309 i od 246 do 296,
- Zgody.

### Szkoły i Przedszkola
Parafia prowadzi również posługę duszpasterską w następujących placówkach oświatowych:
- Zespół Szkół Ekonomiczno-Usługowych (Liceum Ekonomiczne, Liceum Handlowe, Technikum Handlowe, Zasadnicza Szkoła Zawodowa),
- Zespół Szkół Ogólnokształcących nr 13,
- Liceum Ogólnokształcące nr 6,
- Gimnazjum nr 13,
- Szkoła Podstawowa nr 8 z Oddziałami Integracyjnymi,
- Szkoła Podstawowa nr 14 z Oddziałami Integracyjnymi,
- Przedszkole nr 25,
- Przedszkole nr 28,
- Społeczne Przedszkole Integracyjne „SKRZAT”,
- Niepubliczne Językowe Przedszkole z Oddziałami Integracyjnymi „MIRIADA”.

### Kaplice należące do parafii
- Kaplica szpitalna Matki Bożej Uzdrowienia Chorych w Śląskim Centrum Chorób Serca w Zabrzu (poświęcona 19 grudnia 1992 roku),
- Kaplica szpitalna św. Ojca Pio w Szpitalu Specjalistycznym w Zabrzu (poświęcona 12 kwietnia 2007 roku)[1].

## Duszpasterze

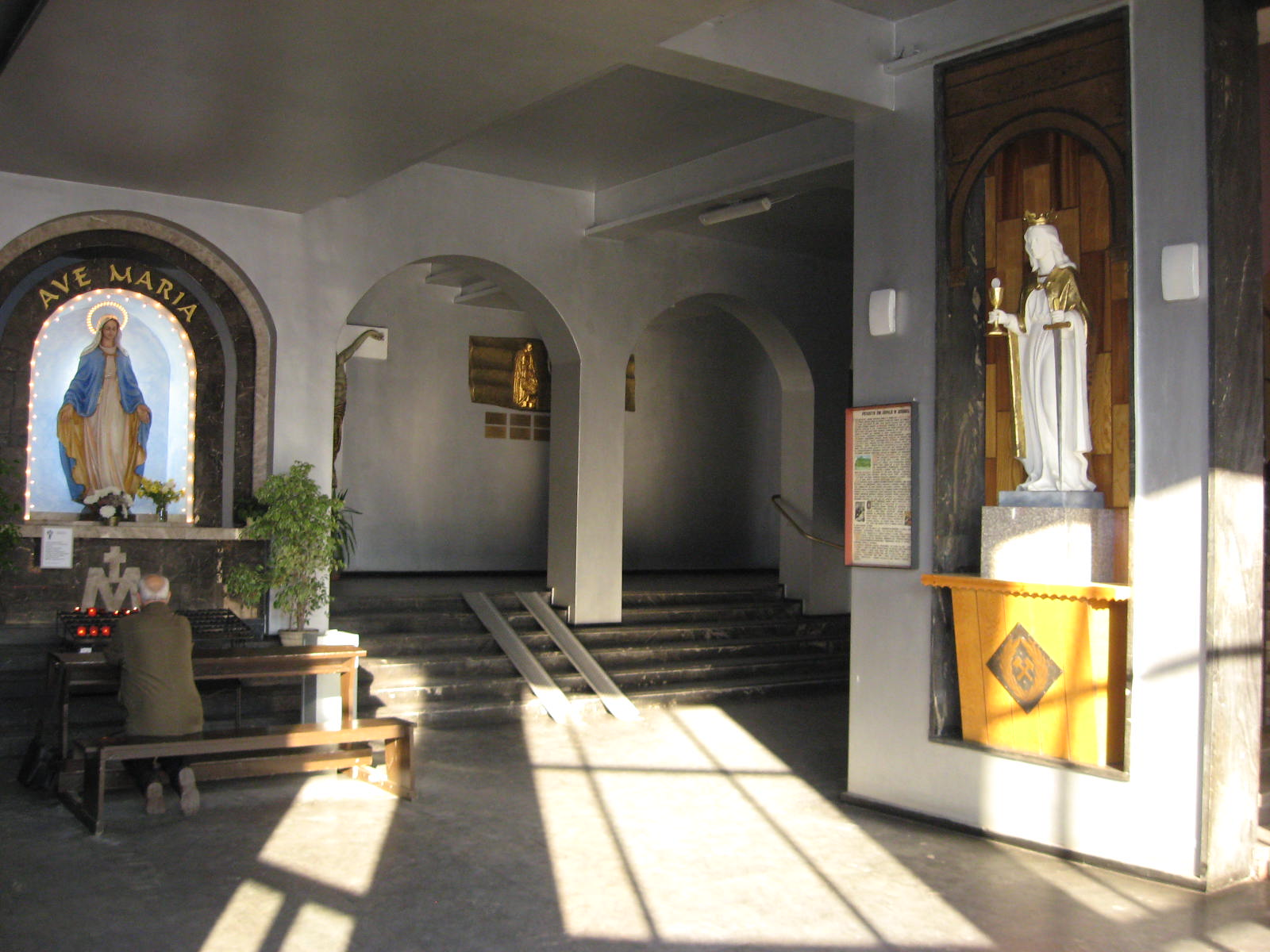
Kruchta kościoła parafialnego

### Duszpasterze pracujący w parafii
- O. Wojciech Węglicki MI, przełożony i proboszcz parafii, dekanalny duszpasterz „Caritas”.
- O. Adam Markowski MI, wikariusz, opiekun ministrantów, Marianek  i katecheta
- O. Maciej Kostecki MI, rezydent, opiekun Szkoły Nowej Ewangelizacji i Domowego Kościoła
- O. Mariusz Kwiatkowski MI, kapelan Śląskiego Centrum Chorób Serca w Zabrzu i Kamiliańskiego Centrum Opiekuńczo – Leczniczego w Zabrzu
- O. Jacek Mond MI, kapelan Oddziału Perinatologii i Ginekologii Szpitala Miejskiego w Zabrzu oraz kapelan Śląskiego Centrum Chorób Serca w Zabrzu.

### Braciazakonni
- Br. Grzegorz Piskorz MI.

### Zgromadzenia Zakonne
- Zakon Posługujących Chorym Kamilianie – MI.[2]

## Wspólnoty parafialne
- Bractwo Matki Bożej Uzdrowienie Chorych,
- Marianki,
- Ministranci,
- Oaza,
- Domowy Kościół,
- Spotkania osób żyjących w związkach niesakramentalnych[2].